# Brachyunguis berezhkovi
Brachyunguis berezhkovi är en insektsart. Brachyunguis berezhkovi ingår i släktet Brachyunguis och familjen långrörsbladlöss. Inga underarter finns listade i Catalogue of Life.